# Irak en los Juegos Olímpicos de la Juventud 2018
Irak compitió en los Juegos Olímpicos de la Juventud 2018 en Buenos Aires, Argentina, celebrados entre el 6 y el 18 de octubre de 2018. No obtuvo ninguna medalla en los juegos.

## Medallero
| Medalla | Oro | Plata | Bronce | Total |
| ------- | --- | ----- | ------ | ----- |
| Total   | 0   | 0     | 0      | 0     |

## Disciplinas

### Ecuestre
A Irak se le concedió cupo para un corredor desde el comité tripartito.
- Salto individual - 1 atleta

### Esgrima
Irak recibió una cuota para competir por el comité tripartito.
- Sable masculino - 1 plaza

### Tiro deportivo
El comité tripartito le dio una cuota a Irak para competir en tiro deportivo.
- 10m Pistola femenino - 1 plaza